# دشت چمچمال
چمچمال نام دشتی حاصلخیز در شرق استان کرمانشاه، حد فاصل شهر صحنه تا بیستون است که از وسیع ترین دشت های میان کوهی منطقه ی زاگرس می باشد و در آن دو رودخانه ی گاماسیاب و دینورآب جریان دارد. جاده‌ی بزرگ خراسان در طول مسیر شرقی_غربی دشت و به موازات رودخانه ی گاماسیاب در این دشت تداوم می یابد. متوسط ارتفاع دشت چمچمال از سطح دریا بین 1300 تا 1400متر و وسعت حوضه ی آبریز آن تا دهانه ی ورودی دینور 460 کیلومترمربع است. حد شمالی دشت تنگ دینور در مسیر کرمانشاه همدان و حد جنوبی آن ارتفاعات بخش مرکزی شهرستان هرسین است. ارتفاعات پرآو در مغرب، ارتفاعات شیرِز در جنوب، کوه های دالاخانی و اَمروله در شمال و شمال شرقی این دشت را احاطه کرده‌اند.
خاک مرغوب، آب کافی برای کشاورزی و آب و هوایی مناسب باعث شده که ایلات و طوایف مختلفی از عشایر کوچ رو در دشت چمچمال ساکن شده‌ و به کشاورزی مشغول شوند؛ به گونه‌ای که تنوع چشمگیری از مردم ایل کلهر، طوایفی از ایل لک شامل گشوری، باریکوند ، احمدوند ، ورمزیار و همچنین مردم اهل حق در آن به چشم میخورد. به واسطه همین اختلاط جمعیتی زبان مردم چمچمال آمیخته‌‌ای از گویش های لکی  و کلهری میباشد که به کردی چمچمالی معروف است.
دشت چمچمال، به سبب آب و هوای مناسب و موقعیت ارتباطی ویژه میان فلات ایران و بین‌النهرین، از قدیم اهمیت داشته است و همواره مورد توجه حکام بوده است، از جمله در دوره مغولان و تیموریان و صفویان، که آمد و شد نظامی و تجاری و زیارتی از این دشت انجام می‌شد و بنا های بسیاری، به ویژه در بیستون (مهم ترین آبادی دشت) و نزدیک آن، احداث شده است. در دوره قاجار (1210 تا 1304ش)، چمچمال بلوکی با 43 آبادی و محصولاتی چون گندم، جو، حبوبات و فراورده های باغی بود و برخی از آبادی ها و سراب های دشت، در تملک افراد خاصی قرار داشت، مانند آبادی سَمَنگان که در اختیار اعتمادالسلطنه بود.

## مردم
خاک مرغوب، آب کافی برای کشاورزی و آب و هوایی مناسب باعث شده که ایلات و طوایف مختلفی از عشایر کوچ رو در دشت چمچمال ساکن شده‌ و به کشاورزی مشغول شوند؛ به گونه‌ای که تنوع چشمگیری از مردم ایل کلهر، طوایفی از ایل لک شامل گشوری، باریکوند ، احمدوند ، ورمزیار و همچنین مردم اهل حق در آن به چشم میخورد. به واسطه همین اختلاط جمعیتی زبان مردم چمچمال آمیخته‌‌ای از گویش های لکی و کلهری میباشد که به کردی چمچمالی[۱] معروف است.

## وجه تسمیه
نام چمچمال از دو واژه کردی چَم به معنای رود و چمال/ جمال (نام شخص) تشکیل شده است و همچنین در منابع قدیمی به صورت های جمجمال و چبچمال نیز آمده است.

## چمچمال در لغت نامه دهخدا
در لغت نامه دهخدا در توضیح چمجمال اینگونه آمده‌است:
چمچمال . [چ َ چ َ] (اِخ) مؤلف مرآت البلدان نویسد: «نام بلوکی است حاصلخیز از توابع کرمانشاهان که در سمت شرقی این شهر واقع است. ابتدای حد شمالی این بلوک از اول دربندی است که به تنگ دینور معروف است و این تنگ طوریست که نزدیک یک فرسخ راه از طرفین جبال شامخهٔ متصل به یکدیگر امتداد یافته و تنگ و درهٔ دینوررا تشکیل داده‌است. وسعت و عرض تنگ بعضی جاها به پانصد و در برخی مواضع به دویست ذرع می‌رسد و اشجار بسیار از بید و غیره به‌طور انبوه در این تنگ روییده و جاهای با صفا دارد. از میان تنگ نهری جاری است که منبع آن آبهای کندوله و دینور و بعضی از میاه اراضی کلیای است که از این آب همهٔ دهات بلوک چمچمال مشروب می‌شوند و مازاد آن در نزدیکی بیستون به رودخانهٔ کاماسب می‌ریزد. این آبادی را چشمه‌ها و سرابهای متعدد است که از جمله «سراب چشمه سهراب»، «کمیچه سراب»، «سراب برناج»، «سراب بخو بران»، «سراب بدربان»، «سراب شیخی آباد» «سراب زردآباد»، «سراب چقاگلان» که از مزارع سمنگان است، «سراب با باولی الدین» که در سفید چقا واقع است، «سراب نادرآباد» و «چشمه زر» که به «چشمه شاه ماران» شهرت دارد، معروف می‌باشند علاوه بر این سرابها سراب بیستون هم جزء این آبادی محسوب می‌شود و چند سراب دیگر هم هست که در آن طرف رودخانهٔ کاماسب واقعند، از قبیل سراب خلیفه آباد که ملک ظهیرالملک است، سراب کاکل که ملک ورثهٔ مرحوم علیقلی میرزا صارم الدوله می‌باشد، و هنگام طغیان آب بعضی از این سرابها به رود دینور و بعضی به رودخانهٔ کاماسب می‌ریزد. محصول این بلوک، گندم، جو، شلتوک و بعضی حبوبات است و در برخی جاها باغ و اشجار هم دیده می‌شود و به‌طور کلی این بلوک به زیادی محصول معروف است. متعلقات این بلوک بیش از چهل قریه است که: سمنگان» ملک نگارنده، «جیحون آباد» ملک سادات دکه ای، «دودانگه» ملک ویس علی خان و چند خرده مالک که دارای پنجاه خانوار جمعیت و محل سکونت طایفهٔ نانکلی است، «برآفتابان»، «نادرآباد»، «بیستون»، و «تخت شیرین» از آن جمله اند. در این بلوک بعضی آثار قدیمه مشهود است که از جمله در «نادرآباد» سنگری است که نادر شاه افشار آن را هنگام شکست از قشون عثمانی بسته‌است و در «سمنگان» قلعه ای است قدیمی و مشهور است که جای رمهٔ «هجیر» (که در شاهنامه اسم وی آمده) بوده‌است، و نیز در سمت کوه پرو (معروف به شیطان بازار) دریاچهٔ معتبری است که خسرو پرویز جهت ییلاق خود ساخته و از آن زمان باقی است و نیلوفر زیادی در دریاچه به عمل آمده‌است، در میان تنگ دینور هم طاقی از آثار قدیمه است به نام «فرهاد تراش» که از میان کوه بریده شده و چند پله می‌خورد و به میان تنگ می‌رود، و هم در این تنگ مکانی است مشهور به «نظرگاه مولا» و مغاره ای است معروف به «طویله سوراخ» که در آنجا دریاچه ای است و کسی انتهای آن را ندیده و ممکن نیست تا آخر آن بروند، و نیز در پشت چشمه سهراب جایی است مشهور به «آب زا» و حوضی در آنجا ساخته‌اند که آب جاری در اوست و معلوم نیست که آب از کجا می‌آید و به کجا می‌رود، و در «برآفتابان» هم چاهی است که به زندان شمامه و دمامه مشهور می‌باشد».

## چمچمال در فرهنگ جغرافیایی ایران
در فرهنگ جغرافیایی ایران آمده‌است:
«نام یکی از دهستانهای بخش صحنهٔ شهرستان کرمانشاهان است که در جنوب و باختر بخش صحنه واقع شده و راه شوسهٔ کرمانشاه به همدان، از وسط و راه کرمانشاه به هرسین از منتهی‌الیه جنوبی آن می‌گذرد، و رودخانهٔ گاماسیاب هم پس از گذشتن از شهرستان نهاوند در محل آبادی چم سرخه وارد این بخش می‌شود و پس از مشروب ساختن قسمت عمدهٔ قراء بخش، در جنوب آبادی فراش از این بخش خارج و به دهستان در و فرامان داخل می‌گردد؛ و رودخانهٔ دینور نیز پس از عبور از تنگ دینور قسمتی از قراء این دهستان را مشروب ساخته در اراضی قریهٔ نادرآباد به رودخانهٔ گاماسیاب ملحق می‌شود. این آبادی محصول عمده اش غلات، حبوبات، تنباکو، چغندر قند، و لبنیات است. این دهستان از ۹۷ قریهٔ کوچک و بزرگ تشکیل یافته و جمعیت آن در حدود ۷۳۰۰ تن است. قریه‌های «بیستون»: «بدریان»، «سفید چقا»، «نازلیان»، «برناج» و «سمنگان» از قراء مهم این دهستان بشمار می‌روند.

## ضرب المثل
ضرب المثل معروف "هَر تو خوشتَه و گایل چمچمال" (به فارسی: فقط تو خوشحالی و گاو های چمچمال) که در میان مردم چمچمال و مناطق همجوار به کار برده میشود بیانگر آب و هوای خوب و مساعد و همچنین پوشش گیاهی فراوان دشت چمچمال است که باعث خوشحالی دام ها و چهارپایان این دشت شده است.
همچنین بیان این ضرب المثل برای شخص مقابل برای تمسخر و تعنه زدن می‌باشد چرا که جایگاه شخص شنونده را به اندازه گاو های چمچمال پایین می‌آورد.

## اسامی روستاهای دشت
محمود آباد
چمبطان سفلا
چمبطان علیا
تخت شیرین
سمنگان علیا
سمنگان سفلی
یکدانگی
پاتپه
قوزیوند
آهنگران
برناج
پاقلعه
کاشانتو
مال امیری سفلی
مال امیری علیا
ایلخانی آباد
یکجفتی
بابان آباد
چغاجانعلی
سگاز (مبارک آباد)
سرخه مهری
علی گرزان علیا
علی گرزان سفلی
گاوکل
هاشم آباد
گرگوند
زردآب محب
بدربان
چقاگلان
شیخی آباد سفلی
شیخی آباد علیا
مارانتو
بزن آباد علیا
بزن آباد سفلی
نجوبران
سنقرآباد
ظلم آباد سلفی
ظلم آباد علیا
باقرآباد
نازلیان
آزان وازان
فراش
قره ولی
نادرآباد
سردارآباد